# Emanuel Isaxon
Emanuel Isaxon (1972) è un ex sciatore alpino svedese.

## Biografia
Isaxon debuttò in campo internazionale in occasione dei Mondiali juniores di Geilo/Hemsedal 1991; in Coppa del Mondo ottenne un solo piazzamento, nel supergigante di Bad Kleinkirchheim del 22 dicembre 1992 (56º), e in Coppa Europa prese per l'ultima volta il via il 12 gennaio 1996 a Serre Chevalier in slalom speciale, senza completare la prova. Si ritirò al termine della stagione 1999-2000 e la sua ultima gara fu uno slalom speciale FIS disputato il 2 aprile a Getberget; non prese parte a rassegne olimpiche o iridate.

## Palmarès

### Far East Cup
- 1 podio (dati dalla stagione 1994-1995):
  - 1 terzo posto

### Campionati svedesi
- 2 medaglie (dati parziali):
  - 2 bronzi (slalom speciale nel 1996; slalom speciale nel 1998)